# Нова Василівка (Полтавський район)
Нова́ Васи́лівка —  село в Україні, у Диканській селищній громаді Полтавського району Полтавської області. Населення становить 5 осіб. До 2020 орган місцевого самоврядування — Петро-Давидівська сільська рада.

## Географія
Село Нова Василівка знаходиться на одному з витоків річки Середня Говтва, нижче за течією на відстані 2,5 км розташоване село Орданівка. Річка в цьому місці пересихає, на ній зроблено кілька загат.

## Історія
12 червня 2020 року, відповідно до розпорядження Кабінету Міністрів України № 721-р «Про визначення адміністративних центрів та затвердження територій територіальних громад Полтавської області», село увійшло до складу Диканської селищної громади.
19 липня 2020 року, в результаті адміністративно - територіальної реформи та ліквідації Диканського району, село увійшло до складу новоутвореного Полтавського району.